# Mémoire sur les Dipsacées
Mémoire sur les Dipsacées (abreviado Mém. Dipsac.) es un libro con ilustraciones y descripciones botánicas que fue escrito por el médico, botánico, y explorador irlandés Thomas Coulter y publicado en Ginebra y París en el año 1826. Fue preimpreso desde: Mem. Soc. Phys. Hist. Nat.. Geneve 2 (2): 1824 